# スペルミジン
スペルミジン（英: spermidine）はポリアミンに分類される有機化合物で、細胞の生存、増殖、ミトコンドリアの機能維持に必須である。そのため、細胞内には豊富に含まれているが、加齢とともにその生体内濃度は低下することが知られている。

## 特徴
細胞代謝の際にRNAポリメラーゼの一種である酵素T7 RNAポリメラーゼを活性化するのに利用されることがある。
一酸化窒素合成酵素 (nNOS) を阻害する、DNAへの結合・誘発作用を持つ、T4 ポリヌクレオチドキナーゼ活性を誘起する、などの特徴がある。DNA結合タンパク質の精製に利用することもできる。
スペルミジンはT細胞の脂肪酸酸化を直接活性化し、老化による抗腫瘍免疫の低下を回復させることが示されている。

## 溶液調製時における注意
無菌の溶液が必要な場合は濾過によって調製すべきであり、オートクレーブを用いてはならない。放置すると脱アミノ化を起こすので、凍結させて保存する必要があり、頻繁に新しい溶液を調製しなければならない。また匂いは男性の精液に酷似する。